# Ло Гонсалвес, Раул
Раул Ло Гонсалвес (порт. Raul Lô Gonçalves, более известный, как Раул порт. Raul; род. 11 июля 1996, Тауа, Сеара) — бразильский футболист, полузащитник клуба «Ред Булл Брагантино».

## Клубная карьера

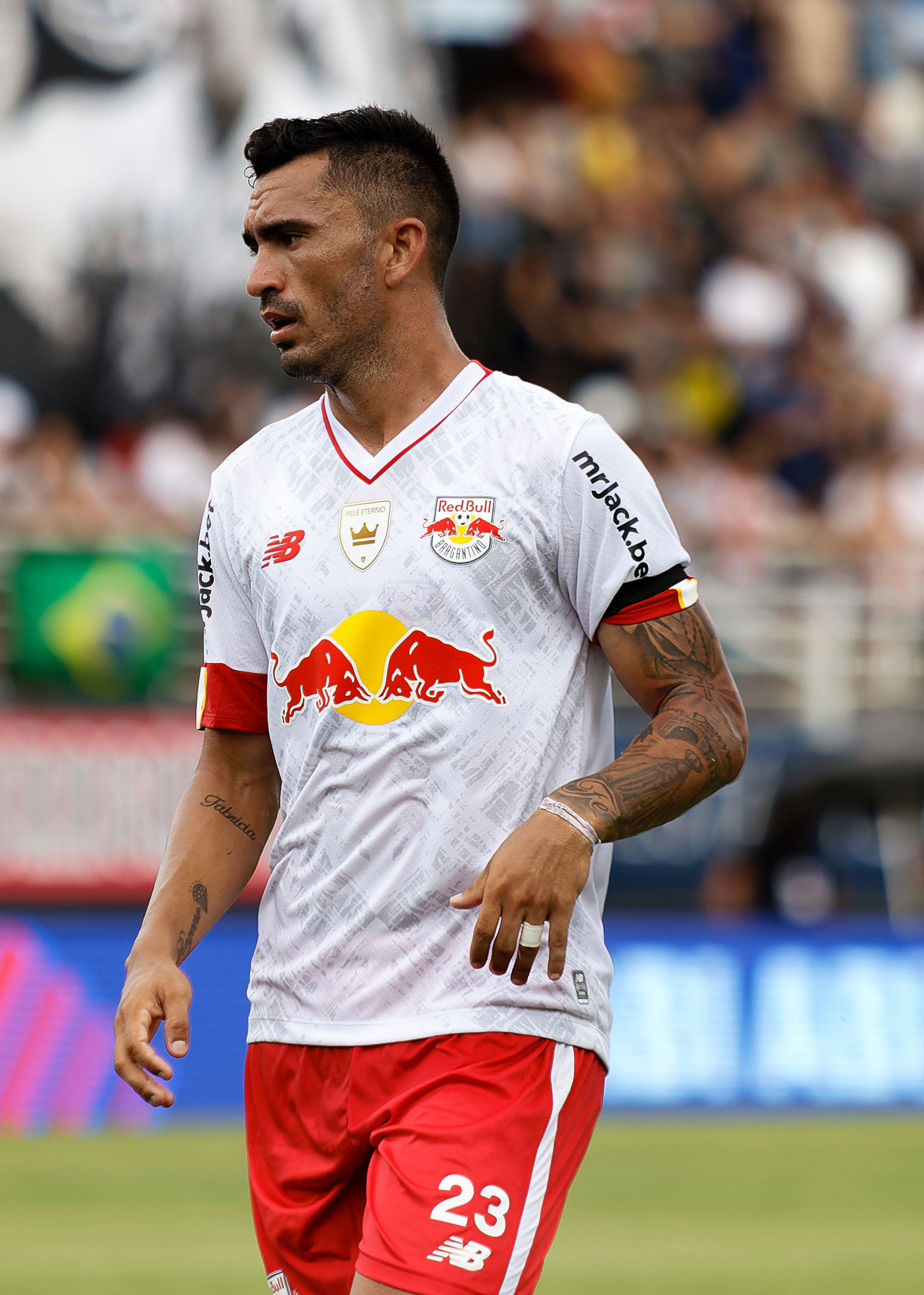
Раул в составе «Ред Булл Брагантино»

Раул — воспитанник клубов «Икаса», «Эко Суазо» и «Сеара». 16 июля 2015 года в поединке Кубка Бразилии против «Тупи» игрок дебютировал за основной состав последних. 15 октября 2016 года в матче против «Наутико» он дебютировал в бразильской Серии B. 4 мая 2017 года в поединке Лиги Сеаренсе против «Ферровиарио» игрок забил свой первый гол за «Сеару». В 2018 году Раул перешёл в «Васко да Гама». 10 июня в матче против «Спорт Ресифи» он дебютировал в бразильской Серии A. 25 апреля 2019 года в поединке Кубка Бразилии против «Сантоса» игрок забил свой первый гол за «Васко да Гама».
Летом 2020 года Раул перешёл в «Ред Булл Брагантино». 10 сентября в матче против «Сан-Паулу» он дебютировал за новый клуб. В этом же поединке игрок забил свой первый гол за «Ред Булл Брагантино».